# Сильвестр (Пешкевич)
Сильве́стр Пешке́вич гербу Лада (пол. Sylwester Pieszkiewicz herbu Łada; бл. 1670 — 8 вересня 1714) — єпископ Греко-католицької церкви; з 9 листопада 1710 року — архієпископ Полоцький і Вітебський.

## Життєпис
1690 року Сильвестр Пешкевич розпочав навчання у Браунсберзькій колегії. Прокуратор ЧСВВ в Римі (1701–1710). 9 листопада 1710 року митрополит Юрій Винницький висвятив його на архієпископа Полоцького і Вітебського..